# سواران (فريدن)
سواران (بالفارسية: سواران) هي قرية تقع في قسم ورزق الجنوبي الريفي في إيران. يقدر عدد سكانها بـ 176 نسمة بحسب إحصاء 2016.